# Paride Baccarini
Paride Baccarini (Roma, 10 febbraio 1910 – Roma, 30 aprile 1946) è stato un pittore, architetto e partigiano italiano, noto per essere stato uno dei massimi esponenti del Movimento Federalista Europeo.
A Firenze, nel 1944, dopo la liberazione della città, Baccarini fondò l'Associazione Federalisti Europei insieme ad altri importanti personalità tra cui Piero Calamandrei, Giacomo Devoto, Corrado Tumiati, Enzo Enriques Agnoletti, aprendo successivamente una sezione distaccata a Lugo, ubicata presso l'abitazione della propria famiglia, che continuò ad esistere anche dopo la sua prematura morte.
Presso la Biblioteca Comunale “Fabrizio Trisi” di Lugo è conservato il Fondo “Paride Baccarini” costituito da disegni originali, fotografie, cataloghi d'arte e documenti.